# Municipio de Ash (condado de Clark)
El municipio de Ash (en inglés: Ash Township) es un municipio ubicado en el condado de Clark en el estado estadounidense de Dakota del Sur. En el año 2010 tenía una población de 32 habitantes y una densidad poblacional de 0,35 personas por km².

## Geografía
El municipio de Ash se encuentra ubicado en las coordenadas 45°0′54″N 97°54′46″O / 45.01500, -97.91278. Según la Oficina del Censo de los Estados Unidos, el municipio tiene una superficie total de 92.27 km², de la cual 92,16 km² corresponden a tierra firme y (0,12 %) 0,11 km² es agua.

## Demografía
Según el censo de 2010, había 32 personas residiendo en el municipio de Ash. La densidad de población era de 0,35 hab./km². De los 32 habitantes, el municipio de Ash estaba compuesto por el 100 % blancos. Del total de la población el 0 % eran hispanos o latinos de cualquier raza.